# Khentamentyu

Il dio Khentamentyu.

Khentamentyu (anche Khentamenti) è una divinità egizia appartenente alla religione dell'antico Egitto. Dio ancestrale, era particolarmente venerato ad Abido, in Egitto. Si considera protettore dei morti (da cui il nome in italiano Primo degli Occidentali, ossia i trapassati), e viene raffigurato come uno sciacallo.
| W17 | N35 · X1 · Z4 | R14 | G4 |

  ẖnt-imntyw - Khentamentyu
Durante il Medio Regno venne assimilato ad Osiride, e il suo nome ne divenne un epiteto. Talvolta, in correlazione all'analogia nella raffigurazione zoomorfa, è stato erroneamente associato anche ad Anubi.
| Q1 · D4 | W17 | N35 · X1 · Z4 | R14 | G4 |

  wsir-ẖnt-imntyw  -  Osiri-Khentamentyu